# Савченко, Роман Викторович
Рома́н Ви́кторович Са́вченко (9 сентября 1988, Усть-Каменогорск, Казахская ССР, СССР) —казахстанский хоккеист, защитник. Воспитанник усть-каменогорского хоккея. 
В настоящее время, занимает должность тренера юношеской команды 
Динамо (Санкт-Петербург).

## Карьера
Воспитанник усть-каменогорского хоккея, тренер — Сергей Старыгин.
Начал карьеру хоккеиста в Усть-каменогорске в местном клубе «Казцинк-Торпедо». Дебютировал Савченко в Высшей лиге в сезоне 2005/06, одновременно играя с 2004 по 2007 годы за дублирующий состав «Казцинк-Торпедо-2», которая выступает в третьей лиге. В составе «Казцинк-Торпедо» в сезоне 2006/07 стал чемпионом Казахстана, а в 2008 году вместе со своим клубом выиграл Кубок Казахстана.
С сезона 2008/09 Савченко выступает за астанинский клуб «Барыс», который выступает в Континентальной хоккейной лиге.
В марте 2018 года при продлении контракта на сезон КХЛ 2018/2019 запросил у клуба более высокую зарплату, чем раньше, несмотря на то, что «Барыс» не пробился в плей-офф и занял лишь 10 место в восточной конференции. Клуб не смог пойти ему навстречу, предложив зарплату на  прежнем уровне, и Савченко отказался ехать на чемпионат мира в составе сборной Казахстана. Чтобы найти работу в российских клубах, Савченко выразил желание отказаться и от паспорта гражданина Казахстана .

## Международная
- Бронзовый призёр Континентального Кубка 2008.
- Чемпион зимних Азиатских игр 2011 г.
- Лучший защитник ЧМ-2011 в первом дивизионе.